# Седефчеви
Седефчевите (Rutaceae) са семейство растения, което съдържа около 1500 вида, предимно дървета и храсти, по-малко тревисти растения. Листата често с просветващи жлези. Чашелистчетата и венчелистчетата свободни, по 4 – 5. Плодникът обикновено е с 4 – 5 плодолиста. Стълбчето – 1. Към това семейство спадат видове като лимона (Citrus limon), портокала (Citrus sinensis), мандарината (Citrus reticulata) и други, известни като „цитрусови плодове“.
В България растат само 5 вида от 3 рода, от които 3 вида са защитени от Закона за биологичното разнообразие.
Списък на родовете от семейство Седефчеви
- Росен – Dictamnus
- Седефче – Ruta
- Цитрус – Citrus